# Дългоопашата копринена мухоловка
Дългоопашата копринена мухоловка (Ptiliogonys caudatus) е вид птица от семейство Ptilogonatidae.

## Разпространение
Видът е разпространен в Коста Рика и Панама.